# Canto a Baja California
Pour les articles homonymes, voir Canto.
Le Canto a Baja California est l'hymne officiel de l'état mexicain de Baja California. Il fut créé le 24 février 1956 par le gouverneur Braulio Maldonado Sández. L'auteur des paroles est Lic. Rafael Trujillo et la musique de Profr. Rafael Gama.
El Canto a Baja California est officiellement adopté le 27 septembre 1956.